# Нельсон, Лорен
Ло́рен Пейдж Не́льсон (англ. Lauren Paige Nelson; 26 ноября 1986, Лотон, Оклахома, США) — американская фотомодель. Она — вторая, последовательно, «Мисс Америка» и шестая в истории конкурса из штата Оклахома.

## Личная жизнь
С 24 октября 2009 года Нельсон замужем за Рэнди Фэрамом. У супругов есть двое детей — сын Мейсон Фэрам (род. 1 октября 2013) и дочь Доусон Пейдж Фэрам (род. в марте 2016).